# Oleh Psiuk
Oleh Romanovytj Psiuk (ukrainska: Олег Романович Псюк), född 16 maj 1994 i Kalusj i Ivano-Frankivsk oblast, är en ukrainsk rappare och låtskrivare som grundade och är frontman i rapgruppen Kalush. Under sina framträdande bär Psiuk alltid en rosa bucket hat.

## Karriär
2014 påbörjade Psiuk en solokarriär inom rap i samarbete med rapparen Nashiem Worryk. 2016 släppte han sin debutsingel "Khvyli" tillsammans med Worryk. Hans första studioalbum släpptes 2018 och hade titeln "Torba". I mitten av 2019 meddelade Psiuk på Facebook att han sökte musiker att etablera en rapgrupp med. Strax efter bildade han gruppen Kalush tillsammans med Ihor Didentjuk och Daniil Chernov. Gruppen fick sitt namn efter Psiuks hemstad Kalusj. Som en del av Kalush har Psiuk släppt två studioalbum och över tjugo singlar.
2021 lanserade gruppen sitt sidoprojekt, Kalush Orchestra, som blandar hiphop med folkmotiv och inslag från traditionell ukrainsk musik. Den 12 februari 2022 tävlade Kalush Orchestra i Vidbir 2022, Ukrainas uttagning till Eurovision Song Contest 2022, med låten Stefania. Låten är tillägnad Psiuks mor med samma namn. Gruppen placerade sig på en andra plats, men efter att vinnaren Alina Pash hoppat av blev gruppen erbjudna att representera Ukraina i Eurovision Song Contest 2022. Den 22 februari 2022 accepterade gruppen erbjudandet.
Gruppen vann finalen med 631 poäng och säkrade därmed Ukrainas tredje seger i tävlingen. Stefania blev det första vinnande bidrag att innehålla rap, såväl som det bidrag som fått flest poäng från tittarrösterna i tävlingens historia.